# 1260 en santé et médecine
| Années de la santé et de la médecine : 1257 - 1258 - 1259 - 1260 - 1261 - 1262 - 1263    |
| Décennies de la santé et de la médecine : 1230 - 1240 - 1250 - 1260 - 1270 - 1280 - 1290 |

## Événements

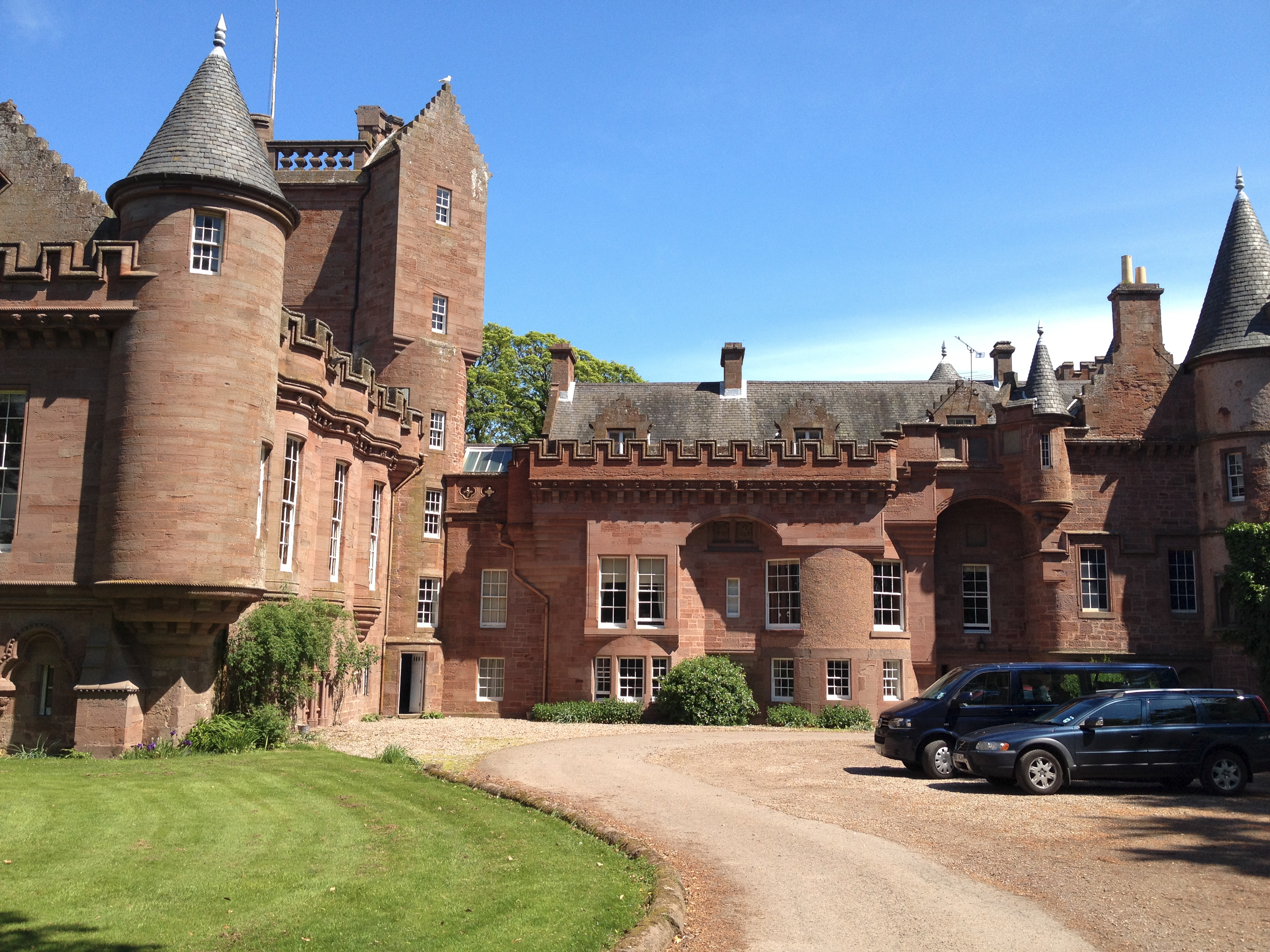
Hospitalfield House

- En Chine, Kublai Khan réorganise l’assistance publique : il « ordonne aux vice-rois de subvenir  aux besoins des lettrés âgés, des orphelins, des malades, des infirmes » et, en 1271, il instituera des « maisons d'hospitalisation[1] ».
- Pour desservir leur nouvelle abbaye, les moines bénédictins de Tiron construisent près d'Arbroath en Écosse, sur le site de l'actuelle Hospitalfield House, un hôpital destiné à l'accueil des pèlerins[2].
- Boniface de Savoie, archevêque de Cantorbéry, fonde pour les pèlerins qui franchissent la Medway à Maidstone, dans le Kent, un hôpital dit du « New Work » (« Newark ») qu'il place sous le patronage des saints Pierre et Paul[3].
- Selon des documents tardifs, Roger IV, comte de Foix, fait construire à Ax un bassin des ladres pour servir à la léproserie qu'il vient de fonder[4].
- Vers 1260
  - Fondation de l'hôpital des Quinze-Vingts par Louis IX, roi de France[5].
  - Le roi Louis IX fonde la confrérie des chirurgiens[6], qui prend le nom de confrérie de Saint-Côme et de Saint-Damien, première association de chirurgiens en France[7],[8].

## Publications
- Ibn Tibbon traduit de l'arabe en hébreu le Canon d'Avicenne avec le commentaire d'Averroès[9].
- 1260-1264 : Gérard du Breuil rédige son commentaire au De animalibus d'Aristote, ouvrage dans lequel « un grand nombre des questions traitées intéresse directement la médecine humaine, l'anatomie et la physiologie[9] ».

## Personnalités
- Fl. Guy de Cercelles, médecin à Paris ; retiré au prieuré Sainte-Catherine-de-la-Couture tenu pas les chanoines du Val-des-Écoliers[10].
- Fl. Guillaume de Gremerviler, médecin à Beauvais[10].
- Fl. Pierre Guazanhaire, chancelier de l'université de médecine de Montpellier[11].
- 1260-1272 : fl. Bernard Calcadelli, docteur en médecine à Montpellier, obtient de Jacques Ier, roi d'Aragon, que la pratique de la médecine soit soumise à examen dans sa seigneurie de Montpellier[10].
- 1260-1273 : fl. Roger, médecin à Auch en Gascogne[11].
- 1260-1281 : fl. Guillaume Roberti, né à Montpellier, licencié en médecine, vice-chancelier de l'université[10].

## Naissances
- Henri de Mondeville (mort après 1322), chirurgien des rois de France Philippe le Bel et Louis X le Hutin, auteur d'un traité de « Chirurgie » rédigé entre 1306 et 1320, ouvrage d'une grande autorité et le premier qui ait été publié sur ce thème en français[12].
- Vers 1260 : Jean Yperman (mort vers 1310), chirurgien flamand, auteur d'un traité de médecine pratique et d'un autre de chirurgie[9].

## Décès
- 1er mars 1259 ou 1260 : Richard de Fournival (né en 1201), médecin, alchimiste, poète, clerc et érudit français[13].
- Entre 1260 et 1264 : Vincent de Beauvais (né vers 1190), familier de la cour sous Louis IX, chargé de rédiger un règlement pour l'hôtel-Dieu de Beauvais, et auteur du Speculum majus, encyclopédie « qui réserve une place importante à la médecine[11] ».